# Ticino (Pferd)
Ticino (* 1939; † 1958) war ein Englisches Vollblutpferd, das auf dem Gestüt Erlenhof der Familie Thyssen von Athanasius aus der Terra gezogen wurde.

## Abstammung
Er stammt in direkter männlicher Linie in 13. Generation von Eclipse ab.
Seine Vaterlinie ist die erfolgreichste in der deutschen Vollblutzucht. Landgraf – Ferro – Athanasius – Ticino – Orsini – Marduk stellten in ununterbrochener Folge über 6 Generationen den Sieger im Deutschen Derby – dies ist auch international eine einzigartige Serie.

## Rennlaufbahn
Rennrekord:
- 2- bis 5-jährig: 21 Rennen – 14 Siege – 4 Plätze,
- Gewinnsumme: 491.060 RM,
- höchstes Generalausgleich-Gewicht (GAG): 112 kg (nur Schwarzgold erhielt jemals in Deutschland eine höhere Handicap-Einschätzung).

Sein Trainer war Adrian von Borcke, der nach seiner erfolgreichen Karriere als Amateurrennreiter (unter anderem 3-maliger Sieger im Karlshorster Parforce-Jagdrennen mit der berühmten Bandola) Privat-Trainer für das Gestüt Erlenhof wurde und dort zahlreiche erstklassige Rennpferde vorbereitet hat.
Auch wenn Ticino seine gesamte Rennlaufbahn während der Kriegszeit absolvierte und damit internationale Vergleiche unmöglich waren, gilt er heute noch als eines der besten deutschen Rennpferde des 20. Jahrhunderts. Danach sah es zu Beginn seiner Rennlaufbahn nicht aus. Er gewann zwar zweijährig ein Sieglosenrennen, hatte danach aber eine Entzündung am Vorderfußwurzelgelenk und musste punktiert werden. In den ersten Monaten seiner Dreijährigen-Saison stand er immer noch deutlich hinter Effendi und zeigte erst bei seinem Sieg im „Deutschen Derby“ gegen den vorzüglichen Gradivo seine Klasse auf.
Mit dem Alter wurde er aber immer besser und hatte seine beste Rennsaison fünfjährig, als er in 7 Rennen ungeschlagen blieb. Als erstes Pferd in der Geschichte gewann er den 1888 gegründeten „Großen Preis von Berlin“ (heute „Deutschland-Preis“ in Düsseldorf) 3-mal (1942–1944). Danach gelang dies nur noch Mercurius (1963–1965). Selbstverständlich siegte Ticino auch im „Großen Preis von Wien“, dem damaligen „Österreichischen Derby“, gegen Ortwin und Effendi. Obwohl ein „Steher“, also ein Pferd für Ausdauerprüfungen ab 2.200 m Distanz, gelang ihm auch ein Sieg im bedeutendsten deutschen Kurzstreckenrennen, der „Goldenen Peitsche“ (1.200 m); dabei schlug er mit Träumerei die Championstute von 1944 und gewann 4 Wochen später den Großen Preis von Baden über die doppelte Distanz (2.400 m). Auch wenn kriegsbedingt der Rennbetrieb und die Konkurrenz eingeschränkt war, ist der Doppelsieg „Goldene Peitsche“ – „Großer Preis von Baden“ eine besondere Leistung, die nur wenigen anderen Pferden gelungen ist.

## Zuchtlaufbahn
Viel bedeutender als die Rennkarriere muss aber die Zuchtleistung von Ticino gesehen werden. Er gewann, wie Oleander, 9-mal hintereinander das Championat der Vaterpferde in Deutschland (1950 bis 1958) und 9-mal das Championat der Väter von Mutterstuten (1960 bis 1968).
Mit Niederländer (1950), Neckar (1951), Lustige (1955) und Orsini (1957) brachte er 4 Sieger im „Deutschen Derby“ hervor. Kein Deckhengst stellte bisher mehr Sieger in diesem Rennen. Gleichauf mit Ticino liegen Hannibal und Orsini (von Ticino), die ebenfalls Väter von 4 Deutschen Derby-Siegern waren. Ticinos' Sohn Neckar zeugte 3 Deutsche Derbysieger. 13 Ticino-Söhne wirkten in der Vollblut- und Warmblutpferdezucht im deutschsprachigen Raum, Neckar und Orsini führten ihrerseits mehrfach die Championswertung der führenden Vaterpferde und der Väter von Mutterstuten in Deutschland an.
Insgesamt zeugte Ticino in Deutschland (zwischen 1950 und 1957) 10 klassische Sieger, die zusammen 15 klassische Rennen gewannen. Damit führt er die Liste der ewigen Besten in dieser Wertung an.
Außerdem war er noch Vater von Bella Paola, die in Frankreich (a. d. Rhea II v. Gundomar) gezogen war. Bella Paola gewann die englischen 1000 Guineas, die englischen Oaks, den „Prix Vermeille“ und im Herbst die „Champion Stakes“ von Newmarket. Außerdem war sie Zweite im „Prix du Jockey-Club“ (Französisches Derby). Bella Paola war das erfolgreichste Rennpferd des Jahres 1958 in Frankreich und wenn man bedenkt, dass die deutsche Vollblutzucht in der Nachkriegszeit international nur einen geringen Stellenwert hat, war der Erfolg für die deutsch gezogene Stute eine Sensation.
1957 wurde Ticino unfruchtbar und konnte nicht mehr für die Zucht verwendet werden. Er hatte nur 10 Jahrgänge auf der Bahn, wobei die ersten Jahrgänge bedingt durch die Nachkriegssituation in Deutschland wesentlich kleiner ausgefallen sind als dies unter normalen Umständen der Fall gewesen wäre.
In der direkten Hengstlinie ist der Stamm von Landgraf-Ticino inzwischen in Deutschland ausgestorben, aber über viele Stutenlinien ist er in den meisten Pedigrees der deutschen Rennpferde auch heute noch mindestens einmal präsent.
1958 verschlechterte sich sein Gesundheitszustand dramatisch, so dass er eingeschläfert werden musste. An seinem Todestag wurde in Erlenhof halbmast geflaggt.